# Pyrinia substriata
Pyrinia substriata es una especie de polilla de la familia Geometridae. La especie fue descrita por primera vez por Paul Dognin habiendo sido descrita en 1914, con distribución en Colombia. El holotipo de la especie fue descrita en el municipio de Muzo.